# Герб Марьинского района
Герб Марьинского района — официальный символ Марьинского района Донецкой области, утвержденный решением №IV/8-4 сессии районного совета от 16 октября 2003 года.

## Описание
На щите, скошенном слева лазурным и зелёным, золотая перевязь слева в виде молнии. На первой части золотое копье с красным флажком с левой перевязью, протянутое через золотую подкову. На второй части золотая монета, от которой вниз отходят золотые лучи, сопровождаемая сверху золотым колосом в балку, переходящей в буханку хлеба. Щит обрамлен золотыми колосками, перевитыми пурпурной лентой с надписью "Марьинский район".
Компьютерная графика — В.М.Напиткин, К.М.Богатов.